# Руднянский, Стефан
Руднянский Стефан (Рубинрот Соломон) (пол. Stefan Rudniański; 28 апреля 1887, Брест-Литовск — 23 июня 1941, Львов) — польский философ и педагог, общественный деятель.

## Биография
Родился в Брест-Литовске в семье Гедальи и Леи Рубинротов. В 1908—1911 учился в Варшавской консерватории. В 1911—1914 изучал философию, психологию и педагогику в университете Лейпцига (1911-1914). 
В 1916 вернулся в Польшу. Работал учителем истории и пропедевтики философии в средних школах, сотрудничал в философских и общественно-литературных газетах и журналах. Являлся секретарём сектора истории философии в Варшавском институте философии. В 1928 назначен доцентом кафедры истории философии Свободного польского университета. В 1932—1935 преподавал историю философии в Институте образования Польской Ассоциации Учителей (членом которой состоял с 1925). Изучал проблемы развития философии в Польше, а также историю французского материализма XVIII века. Перевел труд Ламетри "Человек-машина". С осени 1939 по 1941 профессор философии Львовского университета (1 1941 — заведующий кафедрой). Погиб в первые дни бомбардировки Львова.

## Сочинения
- Беседы по философии материализма. М., 1924.
- Энгельс и младогегельянцы в России и Польше в 40-х годах XIX века // Под знаменем марксизма. 1941.№ 5. С. 123-132.